# Паророзподільний механізм Вальсхарта

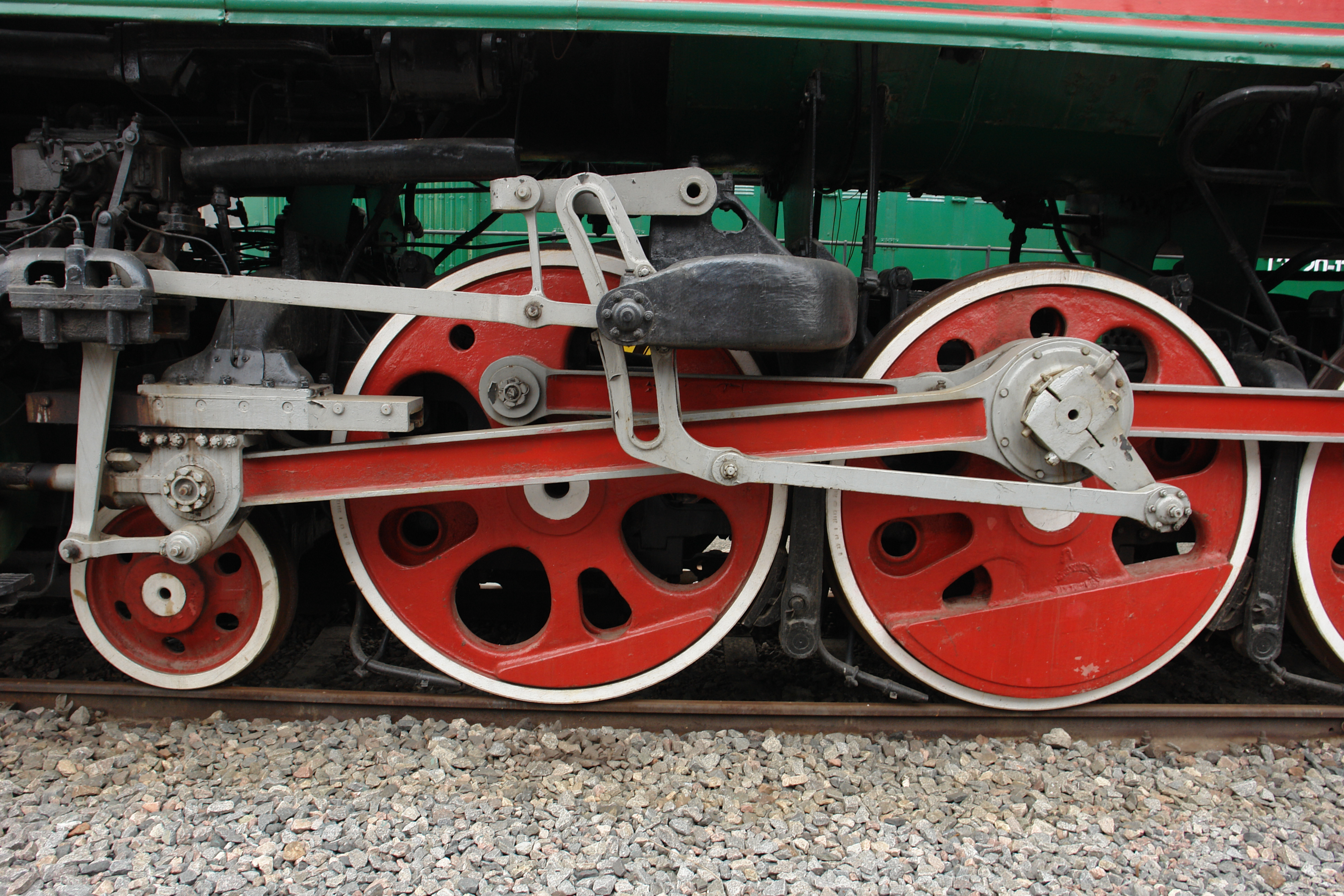
Паророзподільний механізм Вальсхарта (паровоз П36)

Паророзподільний механізм Вальсхарта (англ. Walschaerts valve gear, хоча запатентований був під назвою «Walschaert valve gear») — тип паророзподільного механізму, винайдений бельгійським інженером Еджідом Вальсхартом (англ. Egide Walschaerts) в 1844 році. В 1849 році аналогічний паророзподільний механізм був запатентований німецьким інженером Едмундом Гейзінгером (нім. Edmund Heusinger von Waldegg). Через це даний паророзподільний механізм можуть називати як ім'ям Вальсхарта, так і Гейзінгера (даний варіант назви був дуже поширений в СРСР), а іноді і зовсім — Вальсхарта-Гейзінгера. У 1870 році даний механізм був вперше застосований на паровозі, а починаючи з 1900-х його стали використовувати на переважній більшості паровозів аж до завершення ери паровозобудування.